# Kolonia Nadwiślańska (Mazovia)
Kolonia Nadwiślańska [pronunciación en polaco: /kɔˈlɔɲa nadviˈɕlaɲska/] es un pueblo ubicado en el distrito administrativo de Gmina Solec nad Wisłą, dentro del Distrito de Lipsko, Voivodato de Mazovia, en el este de Polonia central. Se encuentra aproximadamente a 3 kilómetros al este de Solec nad Wisłą, a 11 kilómetros al este de Lipsko, y a 133 kilómetros al sureste de Varsovia.